# Wilhelm von Fircks (Politiker)
Wilhelm Friedrich Karl Baron von Fircks (* 14. August 1870 in Rettingen im Gouvernement Kowno; † 10. Dezember 1933 in Riga) war ein deutsch-baltischer Bergbauingenieur und Politiker.

## Herkunft
Wilhelm von Fircks’ Eltern waren der deutsch-baltische Dichter Karl Ferdinand von Fircks (1828–1871) und dessen Ehefrau Lucie, geborene Baronesse von Grotthuß (1837–1917).

## Leben
Nach dem Besuch der Dannenbergschen Schule und von 1884 bis 1891 des Gouvernementsgymnasium in Mitau leistete Wilhelm von Fircks von 1891 bis 1892 als Freiwilliger Militärdienst in einem Dragonerregiment. Von 1892 bis 1897 studierte er an der Bergakademie Freiberg Bergbau. Zu Beginn des Studiums wurde er dort Mitglied des Corps Montania. 1896 nahm er als Geologe und Mineraloge an der Irangi-Expedition in Deutsch-Ostafrika teil. Das Studium schloss er 1897 als Diplom-Bergingenieur ab. Nach einer Assistententätigkeit für Geologie und Mineralogie in Freiberg ging er 1898 als Grubendirektor zu den Blei-Antimon-Silber-Gruben der Société minière en Serbie nach Serbien. 1901 wurde er Direktor der 2. Division der Compagnia d'Aguilas, die in der Provinz Almería in Spanien Blei-, Silber- und Eisengruben betrieb. 1903 wurde er Generaldirektor der Compagnie Industrielle du Platine, die im Ural Platin- und Goldgruben betrieb. Von 1911 bis 1916 gehörte er zugleich dem Aufsichtsrat dieser Gesellschaft und der Generaldirektion der Demidovschen Platinwerke im Ural an. Von 1911 bis 1916 war er Besitzer des livländischen Rittergutes Wattram. 1917, nach Ausbruch der Oktoberrevolution, kehrte er in seine baltische Heimat zurück, wo er in Kurland 1917 das Gut Warwen erwarb, dessen Besitzer er bis 1920 war. 
Im Sommer 1919 wurde er zum Präses des Deutsch-baltischen Nationalausschusses und zum Präsidenten des Kurländischen Gemeinnützigen Verbandes, der Vereinigung des kurländischen ritterschaftlichen Adels, gewählt. Er war Vorsitzender der Genossenschaft der Besitzer der durch das Agrargesetz enteigneten Güter. 1920 erfolgte seine Wahl zum Vorsitzenden der Deutsch-Baltischen Volkspartei. Er gehörte dem Präsidium der Zentrale deutsch-baltischer Arbeit an und stand seit 1929 als Vorsitzender dem Bund deutscher Landwirte in Lettland vor.
Von 1920 bis 1933 war er Abgeordneter im lettischen Parlament, zunächst zur Konstituanten und dann bis unmittelbar zu seinem Tod als Vizepräsident in den folgenden vier Wahlperioden zur Saeima. 1933 wurde ihm der Vorsitz der deutschen Fraktion und der stellvertretende Vorsitz des Ausschusses der deutsch-baltischen Parteien übertragen. In seinem politischen und parlamentarischen Wirken gelang es ihm zusammen mit Paul Schiemann, die deutsch-baltische Bevölkerung zur politischen Mitarbeit in der jungen lettischen Republik zu gewinnen. Ein politisches Anliegen war ihm die national-kulturelle Eigenständigkeit der Deutsch-Balten in Lettland.

## Familie
Er heiratete im Jahr 1899 Marie Adolphi (* 1870), eine Tochter des Oberlehrers Heinrich Adolphi aus Mitau. Das Paar hatte einen Sohn und drei Töchter.

## Schriften
- Geleitwort. In: Die Baltische Landeswehr im Befreiungskampfe gegen den Bolschewismus. 1929.
- Meine Reisedecke, Erinnerungen. 1934.

Weiterhin war er der Verfasser von geologischen Abhandlungen und Aufsätzen über Minderheitenpolitik und lettische Agrarpolitik.